# Комарівська сільська рада (Великомихайлівський район)
Комарі́вська сільська́ ра́да — колишня адміністративно-територіальна одиниця та орган місцевого самоврядування в Великомихайлівському районі Одеської області. Адміністративний центр — село Комарівка.
Дата ліквідації — 27 листопада 2015 року. Населені пункти були підпорядковані Великомихайлівській селищній громаді.

## Загальні відомості
Комарівська сільська рада утворена в 1960 році.
- Територія ради: 37,03 км²
- Населення ради: 278 осіб (станом на 2001 рік)

## Населені пункти
Сільській раді були підпорядковані населені пункти:
- с. Комарівка
- с. Грушка
- с. Трохимівка

## Населення
Згідно з переписом 1989 року населення сільської ради становило 844 особи, з яких 401 чоловік та 443 жінки.
За переписом населення 2001 року в сільській раді мешкало 275 осіб.

### Мова
Розподіл населення за рідною мовою за даними перепису 2001 року:
| Мова       | Відсоток |
| ---------- | -------- |
| українська | 84,89 %  |
| молдовська | 10,43 %  |
| російська  | 4,68 %   |

## Склад ради
Рада складалася з 12 депутатів та голови.
- Голова ради: Аксененко Володимир Анатолійович
- Секретар ради: Бойко Альона Іванівна

### Керівний склад попередніх скликань
| Прізвище, ім'я, по батькові      | Основні відомості                                                         | Дата обрання | Дата звільнення |
| -------------------------------- | ------------------------------------------------------------------------- | ------------ | --------------- |
| Аксененко Володимир Анатолійович | Сільський голова, 1965 року народження, освіта вища                       | 26.03.2006   | 31.10.2010      |
| Аксененко Володимир Анатолійович | Сільський голова, 1965 року народження, освіта вища, член Партії регіонів | 31.10.2010   |                 |

Примітка: таблиця складена за даними сайту Верховної Ради України

### Депутати
За результатами місцевих виборів 2010 року депутатами ради стали:

#### За суб'єктами висування
| Суб'єкт висування | Кількість обраних депутатів | %    |
| ----------------- | --------------------------- | ---- |
| Партія регіонів   | 10                          | 83,3 |
| Самовисування     | 2                           | 16,7 |

#### За округами
| № округу        | Прізвище, ім'я, по батькові   | Дата визнання обраним | Освіта             | Партійна приналежність | Відомості про обраного депутата                                |
| --------------- | ----------------------------- | --------------------- | ------------------ | ---------------------- | -------------------------------------------------------------- |
| Партія регіонів |                               |                       |                    |                        |                                                                |
| 1               | Мельник Валентина Степанівна  | 02.11.2010            | середня спеціальна | член Партії регіонів   | Великомихайлівський територіальний центр, соціальний працівник |
| 2               | Зестра Микола Іванович        | 02.11.2010            | середня            | член Партії регіонів   | Комарівський сільський клуб, технічний працівник               |
| 3               | Костенко Андрій Петрович      | 02.11.2010            | середня спеціальна | член Партії регіонів   | тимчасово не працює                                            |
| 4               | Рорбах Оксана Володимирівна   | 02.11.2010            | середня спеціальна | член Партії регіонів   | Комарівська сільська рада, техпрацівник                        |
| 5               | Рорбах Василь Едуардович      | 02.11.2010            | середня спеціальна | член Партії регіонів   | тимчасово не працює                                            |
| 6               | Аксененко Людмила Іллівна     | 02.11.2010            | вища               | член Партії регіонів   | Комарівська сільська рада, землевпорядник                      |
| 7               | Ніколаєску Іван Костянтинович | 02.11.2010            | середня спеціальна | член Партії регіонів   | тимчасово не працює                                            |
| 8               | Беров Іван Олександрович      | 02.11.2010            | середня спеціальна | член Партії регіонів   | Комарівська загальноосвітня школа І-ІІ ст., охоронець          |
| 9               | Бордіян Артем Михайлович      | 02.11.2010            | середня спеціальна | член Партії регіонів   | тимчасово не працює                                            |
| 12              | Бойко Альона Іванівна         | 02.11.2010            | середня спеціальна | член Партії регіонів   | Комарівська сільська рада, секретар                            |
| Самовисування   |                               |                       |                    |                        |                                                                |
| 10              | Величко Микола Миколайович    | 02.11.2010            | середня спеціальна | позапартійний          | тимчасово не працює                                            |
| 11              | Любенко Іван Федосійович      | 02.11.2010            | середня            | позапартійний          | пенсіонер                                                      |